# Mongo, Tchad
Mongo (arabiska: مونقو) är en stad i södra Tchad. Det är huvudstaden i regionen Guéra, 406 kilometer från huvudstaden N'Djamena. Staden hade 37 628 invånare år 2009.